# Admetella hastigerens
Admetella hastigerens är en ringmaskart som beskrevs av Chamberlin 1919. Admetella hastigerens ingår i släktet Admetella och familjen Polynoidae. Inga underarter finns listade i Catalogue of Life.